# Az Avianca 52-es járatának katasztrófája
Az Avianca 52-es járata, egy Boeing 707-321B típusú gép menetrend szerinti járata volt Bogotá és New York között. Az indulási állomás és célállomás között egy útmegszakítás volt, a kolumbiai Medellínben található José María Córdova nemzetközi repülőtéren. 1990. január 25-én csütörtökön a járat a New Yorkban lévő long island-i Cove Neck-ben lezuhant, miután kifogyott az üzemanyagból. A katasztrófában a legénység 9 tagja közül 8-an, a 149 utasból 65-en vesztették életüket. A gépet Laureno Cavides-Hoyas kapitány vezette, a másodpilóta Mauricio Klotz, a fedélzeti mérnök Matias Moyano volt.

## A katasztrófa előtti pillanatok
1990. január 25-én a járat már több mint egy órája várt a leszállási engedélyre, mivel a  John F. Kennedy nemzetközi repülőtéren korlátozták a le- és felszállást a ködös idő miatt. A légi irányítók a gépet útja során összesen háromszor várakoztatták: Norfolk fölött 16 percig, Norfolk és New York között 27 percig, végül New York-i célállomástól 65 km-re 46 percig. A várakozás alatt a gép tartalék üzemanyaga, amivel a repülő Bostonban leszállhatott volna vészhelyzet, illetve ehhez hasonló helyzet esetén, elfogyott.
Majdnem másfél órával a várakozás megkezdése után a légi irányító megkérdezte a személyzetet, hogy még mennyi ideig tudnának körözni. A másodpilóta azt válaszolta, hogy még nagyjából 5 percig, majd hozzátette, hogy Boston lett volna a másik lehetőségük, de már túl késő, és nem érnék el azt a repülőteret. Ezek után a légi irányító engedélyt adott a 22L jelzésű kifutópálya megközelítésére.
A személyzet a műszeres leszállító rendszer (ILS) segítségével kezdte meg a leszállást. A szélnyírás kevesebb mint 150 m volt, ellentétben a légi irányítók által megadott 460 m-es adattal. A repülő műszerei jeleztek, hogy túl nagy a gép sebessége, valamint túl alacsonyan volt. A pilóta közölte, hogy nem sikerült a leszállás, a gépnek át kellett startolnia.  Azonban ennél a pontnál már nem volt elég üzemanyag egy újabb leszállás megkísérléséhez. A legénység riasztotta a légi irányítót, hogy nincs több üzemanyaguk. Az irányító emelkedésre kérte a pilótákat, amire a másodpilóta azt válaszolta, hogy nem tudnak, nincs üzemanyaguk.
Pár pillanattal később a négyes számú hajtómű leállt, kicsit megkésve pedig a másik három is. Ezzel a gépet ellátó fő áramforrás megszűnt. Mivel az akkumulátor által biztosított áram túl kevés volt, az automatikus fogyasztói korlátozásnak megfelelően sok kevésbé fontos elektronikus rendszer leállt (például az utastér világítása). Másodperceken belül a négy hajtómű elvesztette tolóerejét, és a gép helyi idő szerint 21:34-kor lezuhant Cove Neckben, egy kicsi faluban Long Island északi részén, 24 km-re a reptértől.
A roncs egy domb aljában állt meg, két darabra törve. A becsapódás leszakította a pilótafülkét, ami 30 méterre állt meg egy lakatlan háztól. A katasztrófában 73-an haltak meg, míg 85-en élték túl.

## A katasztrófa után
A mentőcsapatok igen bajosan érték el a roncsokat, mivel a gép egy gyéren lakott dombos területen zuhant le. Ehhez jöttek még a faluba vezető szűk, kanyargós út miatti nehézségek. A Long Islandon található összes mentőegységet riadóztatták. Az időjárási viszonyok, valamint a sötét éjszaka szintén nagyon megnehezítette a segítség érkezését. A helyszínre érkező első mentő prioritási sorrend szerint a legsúlyosabb sérülteket kiválogatta. Viszont utána olyan sok mentő érkezett, hogy forgalmi dugó keletkezett, és néhány mentőautó nem tudta azonnal elhagyni a helyszínt a sebesültekkel. A kisebb sérülést szenvedők közül sokan hamarabb a kórházba értek, mivel egyszerűen a többi, messzebb álló mentőautóhoz gyalogoltak.

### A sebesültek
A súlyosan sebesült vezető légi utaskísérőn kívül a személyzet minden tagja meghalt.
A Medellín és New York közötti úton a járat utasai között 61 férfi és 61 nő volt. Néhányan az utasok közül kokaint csempésztek. Tizenhat 3 és 15 év közötti gyermek volt, közülük 8 lány és 8 fiú. A gépen utazó 11 csecsemőből (8 fiú és 3 lány, 4-től 27 hónapos korig) 10 élte túl a katasztrófát.
A túlélők közül 80-an súlyosan, 4-en könnyebben sérültek meg. Az Nemzeti Közlekedésbiztonsági Felügyelet (angolul National Transportation Safety Board, NTSB) a katasztrófa után készített egy rajzot a gépről, amin a halálos, súlyos, és könnyebb sérültek ülőhelyeit jelölték. Az ábra szerint az első osztályon utazók közül csupán egy ember élte túl. Ez azonban nem mutathat pontos adatokat, mivel az NTSB jelentése szerint a légitársaság nem adta el az összes jegyet a járatra, és az utasok az út során szabadon átülhettek.
A nyomozók szerint a katasztrófa azért nem járt több halálos áldozattal, mivel a roncs nem gyulladt ki, illetve nem robbant föl. A földön senki sem sérült meg.

### Az ok és a nyomozás
A gép lezuhanásának oka az üzemanyag elfogyása volt. Erre több bizonyítékot is találtak a nyomozás során:
- Túlélők beszámolói alapján a becsapódás előtti pillanatokban teljes csönd volt, nem lehetett hallani a motorok zaját.
- A pilóták értesítették a légi irányítókat, hogy a kevés üzemanyag miatt nem tudnak tovább várakozni a levegőben.
- A szerencsétlenség helyszínén nem ütött ki tűz, és robbanás sem volt.
- A helyszínen nem volt kerozinszag.
- A hajtóművekben nem találtak faforgácsot, illetve egyéb olyan törmeléket, ami akkor kerülhetett volna oda, ha a gép még működő hajtóművel csapódik be.
- A megvizsgált üzemanyagvezeték, ami a tartályból a hajtóművekbe vezette az üzemanyagot, teljesen üres volt.[2]

A helyszínen találtak két teljesen ép üzemanyagmérőt is (azt a kettőt, amik a gép szárnyán található tartályokban mérték az üzemanyagot). Ezek jelzése szerint a gépben még egy órányi repülésre elegendő üzemanyag lett volna, valamint azt mutatták, hogy a gép szárnya alatt sértetlen az üzemanyagtartály, ami azonban teljesen szétroncsolódott és üres volt. Több pilóta és nyomozó azonban úgy véli, az ilyen műszerek gyakran pontatlanok, valamint a becsapódás során a gép többször is hatalmasat rázkódott, aminek következtében a műszerek elromolhattak.
Az NTSB jelentésében végül megállapította, hogy pilótahiba vezetett a katasztrófához. A személyzet sohasem állította az út során a légi irányítónak, hogy az üzemanyag elfogyása miatt vészhelyzetben lennének. Ráadásul a gép spanyol anyanyelvű személyzete közül csak az első tiszt tudott rendesen angolul, a kapitány és a fedélzeti mérnök nem rendelkezett megfelelő nyelvtudással. Amikor a másodpilóta "elsőbbséget" kért a leszálláshoz, vészhelyzet deklarálására is érthette, de az angol légi irányítók nem vették annak a kérést. A gép elsőbbségi státuszának kijelentése így félreértést okozhatott a legénység és a légi irányítók között. A pilóták  sosem mondták ki háromszor egymás után a Mayday szót, ami vészhelyzetet és azonnali elsőbbséget jelentett volna.
Az NTSB bizottságának néhány tagja úgy véli, gondatlanság volt az irányítók részéről, hogy nem értesítették a pilótákat a legkésőbb mért szélnyírási adatokról. Ez ugyanis figyelmeztető jel lehetett volna az érkező gépnek a leszállás során fellépő lehetséges nehézségekről. Az Avianca perrel fenyegette a Szövetségi Légügyi Hivatal szervezetét (angolul Federal Aviation Administration, FAA) a légi irányítók eljárása miatt. A társaság véleménye szerint az irányítók hanyagul kezelték a pilóták kijelentéseit. Az FAA úgy reagált, hogy a személyzet csak a becsapódás előtti utolsó percekben szólt a légi irányításnak, mennyi üzemanyaguk maradt, valamint az elsőbbség kérése során sem került szóba az üzemanyag mennyisége.  Mivel nem tudták, mekkora bajban van a gép, a légi irányítók nem adhattak rendes elsőbbséget a járatnak.

## A katasztrófa után
Az FAA a túlélőknek és az áldozatok családjainak fizetett kártérítés 40%-át, az Avianca pedig a 60%-át fizette.
Az 52-es járat tragédiája után a légi irányítók sokkal óvatosabban kezelték, ha az Avianca járatai kevés üzemanyagra hivatkozva elsőbbséget kértek a leszálláshoz. 1990. június 22-én egy Boeing 727-es gépnek azonnal leszállási engedélyt adtak, amikor a pilóta minimum üzemanyagszintet jelentett az irányítóknak. Ezen eset után nem sokkal, 1990. augusztus 4-én a légi irányítók üzemanyaghiány miatti vészhelyzetre hivatkozva - a pilóták döbbenetére - azonnal lerendeltek a földre egy gépet, mivel a személyzet nem volt biztos a megmaradt üzemanyag mennyiségében. A repülő végül még két órára elég kerozinnal szállt le.

### A katasztrófa a modern kultúrában
- A járat katasztrófájáról készült tudósításokat használták föl a Holnapután című filmben, bemutatva így egy fiktív repülőgép-szerencsétlenséget.
- A Légikatasztrófák című dokumentumfilm Elveszve New York felett című epizódja ezt a szerencsétlenséget részletezi.
- Malcolm Gladwell kanadai származású újságíró 2008-ban írt könyvében alaposan bemutatja a szerencsétlenséget.

## Fordítás
- Ez a szócikk részben vagy egészben  az   Avianca_Flight_52 című angol Wikipédia-szócikk ezen változatának fordításán alapul.  Az eredeti cikk szerkesztőit annak laptörténete sorolja fel. Ez a jelzés csupán a megfogalmazás eredetét és a szerzői jogokat jelzi, nem szolgál a cikkben szereplő információk forrásmegjelöléseként.